# Hieracium murorum
Épervière des murs
Espèce
Classification phylogénétique
L'Épervière des murs (Hieracium murorum) est une espèce de plante à fleurs du genre Hieracium (les Épervières) et de la famille des Astéracées.

## Description
C'est une plante herbacée vivace.

## Taxinomie
L'espèce contient de nombreuses sous-espèces: H. m. subsp. abastumanense – H. m. subsp. acrotrichellum – H. m. subsp. adenoactis – H. m. subsp. adenobifidum – H. m. subsp. albisquamum – H. m. subsp. amaurocymum – H. m. subsp. amoenissimum – H. m. subsp. anasteranthelum – H. m. subsp. anisobasis – H. m. subsp. ardranense – H. m. subsp. asaroides – H. m. subsp. aspreticola – H. m. subsp. asterophorum – H. m. subsp. atripilum – H. m. subsp. atrisquamatum – H. m. subsp. atropaniculatum – H. m. subsp. atrovirens – H. m. subsp. austrorhodopeum – H. m. subsp. basalticiforme – H. m. subsp. basilobum – H. m. subsp. biauanum – H. m. subsp. bifidiforme – H. m. subsp. bistricense – H. m. subsp. bithynicum – H. m. subsp. boetzkesii – H. m. subsp. brachygoniomorphum – H. m. subsp. brachylobosum – H. m. subsp. bruyeranum – H. m. subsp. calvifrons – H. m. subsp. capilliferum – H. m. subsp. caprinense – H. m. subsp. carcarophyllum – H. m. subsp. chloroprasinum – H. m. subsp. ciliatostellatum – H. m. subsp. cinereidorsum – H. m. subsp. cinereostriatum – H. m. subsp. circumstellatum – H. m. subsp. cirritoides – H. m. subsp. cirritoidiforme – H. m. subsp. contreanum – H. m. subsp. cophogonium – H. m. subsp. cophosinuatum – H. m. subsp. coronae – H. m. subsp. crepidanthes – H. m. subsp. crepidiflorum – H. m. subsp. diaphanoneurum – H. m. subsp. ebelii – H. m. subsp. erucifolium – H. m. subsp. euchloroprasinum – H. m. subsp. euryodontophyllum – H. m. subsp. exotericoides – H. m. subsp. farinifusum – H. m. subsp. flavescens – H. m. subsp. floccicomatum – H. m. subsp. fritschii – H. m. subsp. gentiliforme – H. m. subsp. gigantolobum – H. m. subsp. glandellatum – H. m. subsp. glandulosissimum – H. m. subsp. glaucinellum – H. m. subsp. graminicolor – H. m. subsp. graminochlorum – H. m. subsp. grypharioides – H. m. subsp. hemigrypotes – H. m. subsp. hemilissopodum – H. m. subsp. heterogynium – H. m. subsp. heteroserratum – H. m. subsp. hylogeton – H. m. subsp. hypotomum – H. m. subsp. infralobatum – H. m. subsp. infrasericatum – H. m. subsp. integratum – H. m. subsp. kassanum – H. m. subsp. kematense – H. m. subsp. kutelanum – H. m. subsp. lepistoides – H. m. subsp. leucothyrsogenes – H. m. subsp. longilacerum – H. m. subsp. luteobrunneum – H. m. subsp. macilentigenum – H. m. subsp. macrobifidiforme – H. m. subsp. malacodiaphanum – H. m. subsp. mallobasis – H. m. subsp. maranicum – H. m. subsp. marginelliceps – H. m. subsp. marmarolense – H. m. subsp. mecozoum – H. m. subsp. medianiforme – H. m. subsp. medianum – H. m. subsp. megaleiobium – H. m. subsp. melanadenophorum – H. m. subsp. melanoadenium – H. m. subsp. melanopsiforme – H. m. subsp. melanosphaeroides – H. m. subsp. merintholepis – H. m. subsp. microspilon – H. m. subsp. montis-sancti – H. m. subsp. mundellum – H. m. subsp. murorum – H. m. subsp. nemorense – H. m. subsp. nemorensifolium – H. m. subsp. nivimarginatum – H. m. subsp. obesiglandulum – H. m. subsp. oblongiforme – H. m. subsp. odontobium – H. m. subsp. oegocladomorphum – H. m. subsp. oligogonium – H. m. subsp. olympicola – H. m. subsp. orbicans – H. m. subsp. ovalifrons – H. m. subsp. oxyodontopsis – H. m. subsp. pallescentifrons – H. m. subsp. pediaeum – H. m. subsp. persinuatum – H. m. subsp. perviride – H. m. subsp. phegophilum – H. m. subsp. pinicoliforme – H. m. subsp. platydiaphanoides – H. m. subsp. pleiophyllogenes – H. m. subsp. polygonium – H. m. subsp. pseudobifidiforme – H. m. subsp. pseudoblongum – H. m. subsp. pseudodiaphanoides – H. m. subsp. pseudofritschii – H. m. subsp. pseudogentile – H. m. subsp. pseudograndidens – H. m. subsp. pseudomarginellum – H. m. subsp. pseudomedianum – H. m. subsp. pseudosilvularum – H. m. subsp. pseudosubulatidens – H. m. subsp. pseudotorticeps – H. m. subsp. pseudovalifolium – H. m. subsp. pseudovernantianum – H. m. subsp. psilodontum – H. m. subsp. punctidens – H. m. subsp. radiatellum – H. m. subsp. ramosiforme – H. m. subsp. ravnanum – H. m. subsp. regiomontani – H. m. subsp. retroversilobatum – H. m. subsp. rotundatiforme – H. m. subsp. rugianum – H. m. subsp. samnaunicum – H. m. subsp. sartonsicum – H. m. subsp. scabripes – H. m. subsp. semicontractum – H. m. subsp. semiirriguum – H. m. subsp. semipraecurrens – H. m. subsp. semisilvularum – H. m. subsp. senjense – H. m. subsp. sericellipes – H. m. subsp. sericipes – H. m. subsp. stenocranum – H. m. subsp. subbifidiforme – H. m. subsp. subcoriifolium – H. m. subsp. subcrassum – H. m. subsp. subcrispatum – H. m. subsp. subditivum – H. m. subsp. subgrandidens – H. m. subsp. subinfrasericatum – H. m. subsp. subintegerrimum – H. m. subsp. subirriguiforme – H. m. subsp. sublepistoides – H. m. subsp. subnemorense – H. m. subsp. subreniforme – H. m. subsp. subsemisilvularum – H. m. subsp. subsilvularum – H. m. subsp. svinicense – H. m. subsp. sylvivagum – H. m. subsp. tofanense – H. m. subsp. toplicense – H. m. subsp. torticeps – H. m. subsp. tossianum – H. m. subsp. trebevicicola – H. m. subsp. triangulilacerum – H. m. subsp. valdecordatum – H. m. subsp. valdefastigiatum – H. m. subsp. validiglandulum – H. m. subsp. varesense – H. m. subsp. variilobum

## Écologie
C'est une plante hôte pour la larve Aulacidea hieracii, un insecte hyménoptère provoquant des galles chez les épervières.

## Utilisation
C'est l'une des espèces de l'Horloge florale de Linné (ouverture des fleurs à 6h, fermeture à 14h).

## Répartition
L'espèce est originaire d'Europe mais s'est naturalisée dans certaines régions froides d'Amérique du Nord.

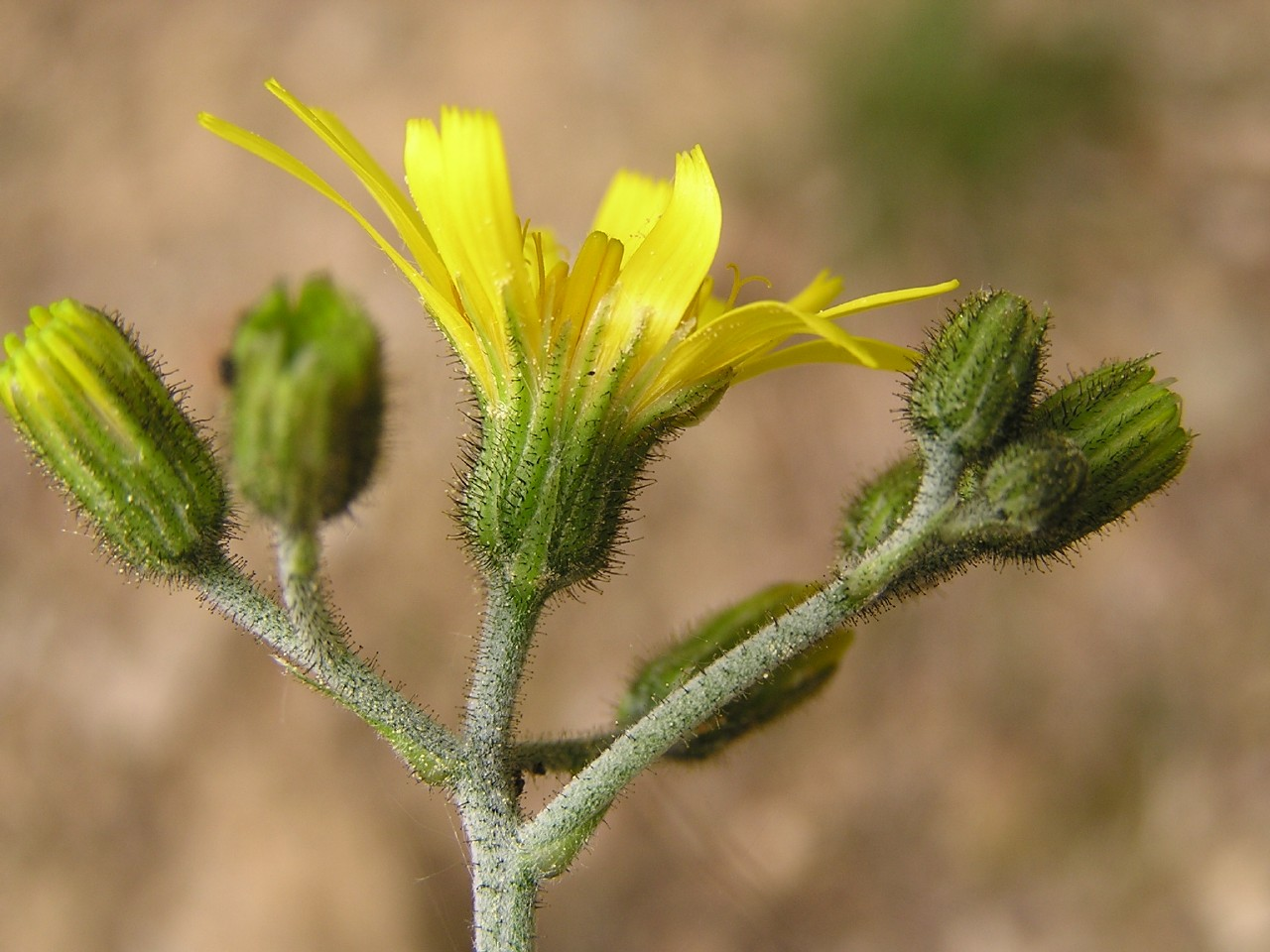
Inflorescences.
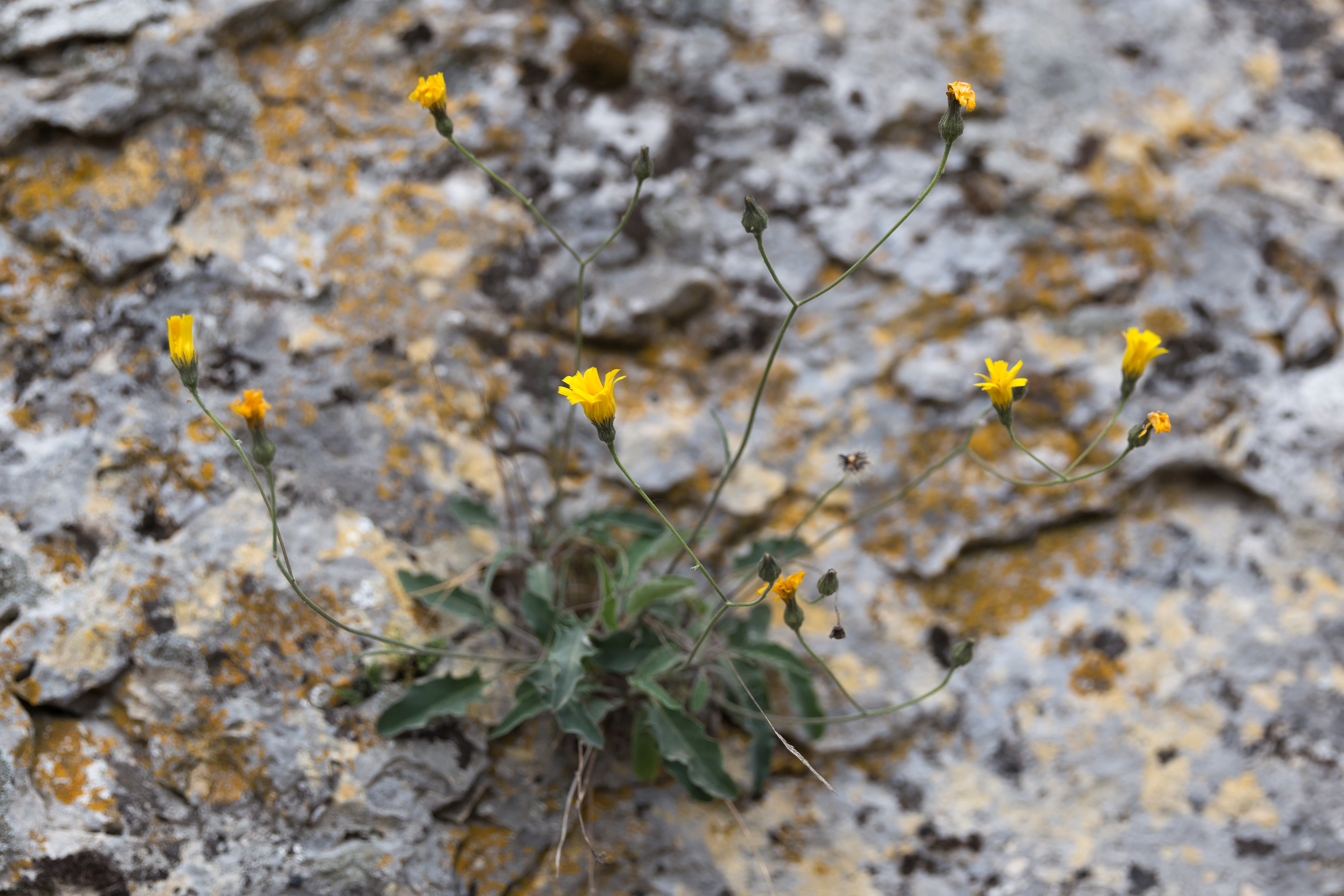
Épervière des murs poussant à travers une fissure de la roche à Aiguèze, eu France.